# Хомяков, Михаил Михайлович
Михаил Михайлович Хомяков (род. 24 августа 1959, Москва) — советский и российский актёр театра и кино, народный артист Российской Федерации (2004).

## Биография
Родился 24 августа 1959 года в Москве.  Отец будущего артиста был музыкантом, а бабушка артисткой. В детстве Михаил Михайлович не думал о становлении артистом, пока не попал в школьный драмтеатр. В 1976 году поступил в ГИТИС на курс Олега Табакова, хотя незадолго до этого был принят в Высшее театральное училище имени М. С. Щепкина актёром Виктором Коршуновым. Первой ролью артиста стала роль Цветкова в спектакле «И с весной я вернусь к тебе».
В 1981 году начал работать в Театре Гоголя, где получил главную роль в спектакле Леонида Кулагина «Декамерон», а с 1985 года выступал и в МХАТе им. Горького.
Осенью 1986 года Олег Табаков открыл собственный театр, куда Михаил Михайлович и перешёл. 1 марта 1987 года он сыграл главную роль в спектакле «Кресло», открывающем театр.
В конце 1990-х годов Михаил Хомяков начал преподавать актёрское мастерство. В 1996 году ему было присвоено звание «Заслуженный артист Российской Федерации», а в 2004 он удостоился почётного звания «Народный артист Российской Федерации».
С 2024 года Михаил Михайлович играет в Театре сатиры. 

## Роли в театре
- «Билокси Блюз» — Сержант Мервин Дж.Туми
- «Воскресение. Супер» — старик, доктор
- «Два ангела, четыре человека»
- «Идиот» — Афанасий Иванович Тоцкий
- «Искусство» — Серж
- «Когда я умирала» — Вернон Талл
- «На всякого мудреца довольно простоты» — Нил Федосеич Мамаев
- «На дне» — Бубнов
- «От четверга до четверга»
- «Последние» — Лещ
- «Псих» — Брат Боря
- «Страсти по Бумбарашу»
- «Чайка» А. П. Чехова — Тригорин

## Награды
- Премия правительства Москвы (2014)
- Народный артист Российской Федерации (10 марта 2004) — за большие заслуги в области искусства[3]
- Заслуженный артист Российской Федерации (12 сентября 1996) — за заслуги в области искусства[4]